# Jauru
Jauru é um município brasileiro do Estado de Mato Grosso, localizado na latitude sul 15º20'31", longitude 58º51'59" oeste, altitude média de 390 metros acima do nível do mar. Está a 420 km de distantância da Capital, Cuiabá.
Em 2020, sua população era de 8.582 habitantes, composta em maior parte por pessoas provindas dos Estados de Minas Gerais e São Paulo. Em 2000, seu Índice de Desenvolvimento Humano (UDH) era 0,680; e a expectativa de vida era de 64 anos.
Sua economia tem como base a agropecuária.

## Etmologia
Jauru é uma palavra tupi-guarani que significa Peixe Grande.

## História
Em meados da década de 1950, famílias vindas dos estados de São Paulo, Minas Gerais e Paraná onde deram início à lavouras. Em 1979, o município é criado oficialmente, pela Lei Estadual nº 4.164, com sua área desmembrada do município de Cáceres, englobando também a área do atual município de Figueirópolis d'Oeste que mais tarde foi emancipada.

## Geografia
Várias rodovias estaduais e municipais dão acesso ao município, como a MT-250 (ligando a Figueirópolis d'Oeste), a MT-248 (ligando à BR-174), a MT-247 (ligando ao Vale de São Domingos) e a MT-388 (ligando ao distrito de Lucialva).
O território do município de Jauru engloba várias Pequenas Centrais Hidrelétricas (PCH) e Usinas Hidrelétricas (UHE), que se locaizam no Rio Jauru. O município possui uma pista de pouso asfaltada que é herança da época da construção dessas usinas.

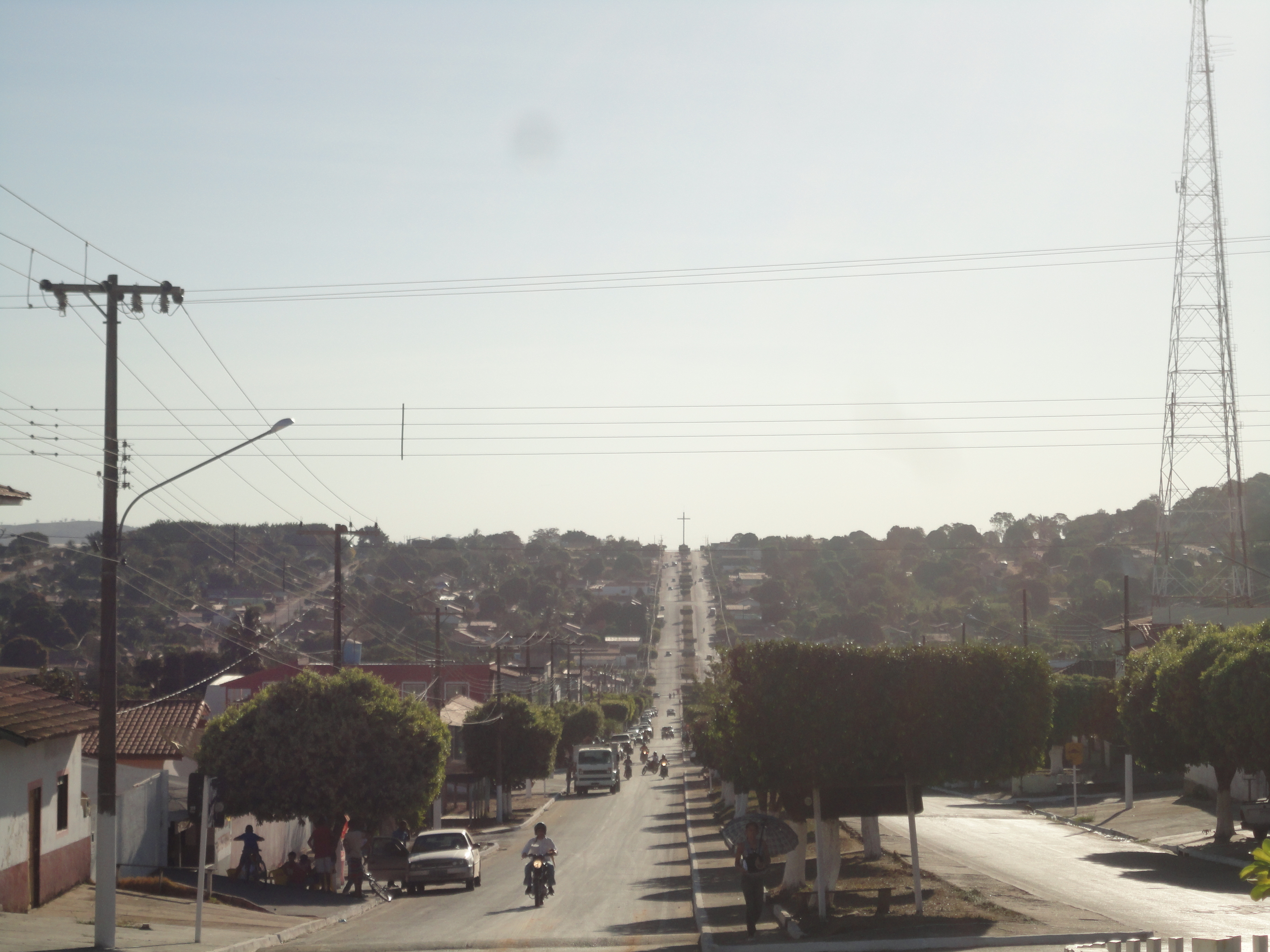
Plano de Jauru, vista da Av. Padre Nazareno Lanciotte, antiga Av. Marília

## Religião
Segundo o censo de 2010, essas são as principais religiões no Município de Jauru:
| Religião       | %    |
| -------------- | ---- |
| Catolicismo    | 62,8 |
| Protestantismo | 29,7 |
| Sem religião   | 5,6  |
| Outras         | 1,9  |

## Últimos prefeitos eleitos
| Ano  | Prefeito       | Partido | Votos | %     | Ref    |
| ---- | -------------- | ------- | ----- | ----- | ------ |
| 2004 | Pedro Ferreira | PTB     | 3.512 | 59,3  | [ 7 ]  |
| 2008 | Pedro Ferreira | PP      | 3.877 | 61,87 | [ 8 ]  |
| 2012 | Enercia        | PT      | 3.640 | 58,32 | [ 9 ]  |
| 2016 | Pedro Ferreira | PSD     | 3.208 | 52,54 | [ 10 ] |
| 2020 | Passarinho     | PSB     | 2.643 | 50,85 | [ 11 ] |
| 2024 | Passarinho     | UNIÃO   | 2.604 | 50,10 | [ 12 ] |